# Team Fortress Classic
Team Fortress Classic, förkortat TFC, men också känt som Team Fortress 1.5, är ett flerspelarspel inom genren förstapersonsskjutare. Spelet utvecklades och utgavs 1999 av Valve Corporation. Team Fortress Classic är en portering av Quake-modifikationen Team Fortress till Valves spelmotor GoldSrc, vilket var ett sätt att främja Half-Lifes Software Development Kit (SDK).
Team Fortress Classic går ut på att två lag möter varandra i olika scenarier där varje lagmedlem kan välja att vara en av nio olika spelfigurer som kallas klasser. Huvudspellägena är Capture the Flag (variant av leken flagg), Control Point (erövra och försvara kontrollpunkter) och Assassination/Escort (eskortera en VIP). Spelet har sedan det släpptes fått flera uppdateringar.

## Spelupplägg
I Team Fortress Classic finns två lag, kallade röd och blå, med nio olika spelfigurer som kallas klasser. Varje klass har en uppsättning vapen och förmågor som är unika för just den klassen. Denna differentiering mellan klasser gör att en viss klass kan ha egenskaper som är till för- eller nackdel gentemot en annan klass. Därav kan detta spel uppfattas som "sten, sax, påse"-artat, och därför krävs ett gott samarbete inom laget för att effektivt vinna en match. En spelare kan byta klass under spelets gång för att bättre möta motståndarnas laguppställning.
I Team Fortress Classic kan en server maximalt uppta 32 spelare samtidigt, där varje match har ett visst spelläge. Ett spelläge kan ha olika mål och uppgifter som ett lag måste utföra för att vinna.

### Klasser
I Team Fortress Classic kan en spelare välja att spela som en av nio olika klasser, vilka är Scout (spanare), Soldier (soldat), Pyro, Demoman, Heavy Weapons Guy (tung artillerist), Engineer (ingenjör), Medic (sjukvårdare), Sniper (krypskytt) och Spy (spion). Varje klass är utrustad med minst ett vapen som är unikt för just den klassen, och ofta ett sekundärt vapen som vanligen är gemensamt för flera klasser (ofta ett hagelgevär eller tändnålsgevär). Dessutom har varje klass (utom sjukvårdare, spion och ingenjör) en kofot som närstridsvapen, vilket relaterar till spelet Half-Life.
I spelläget Assassination/Escort finns ett tredje lag med endast en unik klass, kallad Civilian (civilist). Civilisten har bara ett paraply som vapen, ingen rustning och väldig låg hälsa. Spelläget går ut på att civilisten ska bli eskorterad och skyddad av ett lag. Medan det andra laget ska försöka eliminera civilisten.
Spanaren är den snabbaste klassen i spelet, men som gengäld har den lägre hälsa. Spanaren är beväpnad med ett tändnålsgevär, samt har möjligheten att kasta fotanglar och chockhandgranater, vilka hejdar respektive förvirrar fiender.
Krypskytten är beväpnad med ett kraftfullt prickskyttegevär, vilket kan användas för att attackera fiender från avlägsna positioner.
Soldaten är betydlig långsammare, men har bättre rustning och är beväpnad med ett raketgevär, vilket kan användas för rakethoppning. Rakethoppning är ett effektivt sätt att förflytta sig inom en karta, men samtidigt skadar den också soldaten. Soldatens sekundärvapen är ett hagelgevär. Vidare har soldaten också en slags splittergranat, i spelet kallad nail grenade, vilket slungar ut pilar innan den slutligen exploderar som en vanlig handgranat.
Demoman är beväpnad med granattillsats samt ett annat vapen som liknar granattillsatsen (de båda delar samma magasin) men som detonerar efter spelarens kommando. Denna klass har också en unik egenskap i att kunna öppna och stänga vissa rutter på vissa kartor, detta med hjälp av en så kallad detpack, vilket är en mycket kraftfull sprängningsenhet.
Sjukvårdaren är utrustad med ett bättre tändnålsgevär som både skjuter fler skott och skadar mer än det vanliga. Vidare har denna klass också chockhandgranater samt en sjukvårdslåda som kan användas antingen till att läka lagspelare eller skada (smitta infektioner) motspelare.
Den tunga artilleristen är beväpnad med en kraftfull minigun och är den klassen som kan motstå mest skada, dock är den också den långsammaste klassen.
Pyro är utrustad med en eldkastare och ett brandraketgevär, vilka båda sätter fiender i eld. Klassen har också napalmgranater, vilket används för samma ändamål.
Spionen skiljer sig märkbart från de andra klasserna, då den kan klä ut sig till en annan klass, vilken som helst, från båda lagen. Spionen är utrustad med en kniv som genom ett rygghugg dödar en fiende direkt. Vidare är den också utrustad med ett bedövningsgevär som saktar ner fiendes rörelseförmåga, samt gasgranater som både förvirrar (hallucination) och lätt skadar fiender. Spionen kan också fejka sin död, vid till exempel konfrontation med en motspelare.
Ingenjören kan bygga tre olika strukturer som är till stöd för sitt lag. Strukturerna är vaktgevär (gevär som automatiskt detekterar och skjuter fiender inom ett begränsat område), utmatare (tillgodoser hälsa och ammunition) och teleportör. Ingenjören kan också, med hjälp av sin verktygsnyckel, fylla på (laga) en lagkamrats rustning. Dessutom är ingenjören beväpnad med EMP-granater som detonerar alla fienders explosiva ammunition, inom granatens radie.

### Spellägen och kartor
Det finns totalt 15 officiella kartor eller banor, som kan delas in dess tillägnade spelläge. De tre huvudspellägena är Capture the Flag, Control Point och Assassination/Escort. Dessa spellägen kan i sin tur ha en eller flera sorters variationer, beroende på karta.

#### Capture the Flag
Spelaren ska ta sig till motståndarlagets bas, där fiendes flagga finns, och ta den tillbaka till sin bas. I spelarens egna bas ska sedan spelaren placera den stulna flaggan på en angiven ruta för att få poäng och vinna omgången. En flagga som tappas, till exempel när en flaggbärare dör, återlämnas automatiskt till dess bas efter 60 sekunder. Kartor som har detta som spelläge är:
- 2 Fortresses
- Badlands
- Casbah
- Crossover
- The Well

Control the flags är en variation eller underkategori till Capture the Flag. I detta spelläge ska spelare i ett lag hämta fyra neutrala flaggor, från ett flaggrum (centrala delen av en karta) till lagets bas. Om ett lag lyckas med att hämta hem alla flaggorna så vinner det laget. Flaggor som redan är tagna, det vill säga placerade i ett lags bas, kan också bli bestulna av motståndarlaget. Om en flaggbärare dör så returneras flaggan tillbaka till flaggrummet. Kartor som har detta som spelläge är:
- Flagrun

Capture The Flag Variant är en variation till Capture the Flag. I detta spelläge ska lagen stjäla varandras nyckelkort som ligger placerade i ett speciellt rum hos respektive lag. En spelare som har lyckats stjäla nyckelkortet ska sedan, i fiendens bas, slå på en gasutlösning, vilket gör att spelarens lag vinner. Kartor som har detta som spelläge är:
- The Rock

Reverse Capture The Flag är en variation till Capture the Flag. Detta spelläge går ut på att varje lag ska ta sin flagga, placerad hos respektive lags hemmabas, till lagets egna stridsfordon som ligger på andra sidan av en karta. Beroende på karta, kan stridsfordonet vara utbytt mot ett kommandocenter som då ligger i motståndarlagets bas. Motståndarlaget ska försöka göra samma sak, och det lag som först lyckas med att placera sin lags flagga i stridsfordonet eller kommandocentret vinner också. En tappad flagga, till exempel när en flaggbärare dör, returneras till dess bas efter 30 sekunder. Kartor som har detta som spelläge är:
- Epicenter
- Ravelin

Football är en variation till Capture the Flag. Detta spelläge går ut på att spelare, från båda lagen, ska ta en boll som ligger placerad i mitten av en karta. En spelare som sedan har bollen ska göra mål med den i motståndarlagets bas, på en angiven ruta. Om bollen tappas, till exempel när bollbäraren dör, så stannar bollen kvar där bäraren dog, tills en annan spelare plockar upp den. Kartor som har detta som spelläge är:
- Push

#### Control Point
Spelaren ska ta över olika kontrollpunkter som ligger spridda över en karta. I flesta fall (kartor) så tar spelaren över en kontrollpunkt med hjälp av en flagga. Varje karta har en egen variation av detta spelläge. Nedan listas alla variationer med dess karta/or.
Sequential Territorial Control: Spelare i ett lag ska ta över kontrollpunkter i ordningsföljd. Det andra laget, alltså motståndarlaget, ska också ta över kontrollpunkter fast i motstående ordningsföljd. Detta gör, i fall båda lagen är jämställda gällande antal spelare och prestanda, att de konfronteras ihop bland de mittersta kontrollpunkterna av en karta. En kontrollpunkt, som nyligen har blivit övertagen av ett lag, kan inte övertas av motståndarlaget förrän efter 15 sekunder. För att ett lag ska vinna måste det laget ta över alla kontrollpunkter, i ordningsföljd. Kartor som har detta som spelläge är:
- Warpath

Territorial Control: Spelare i ett lag ska ta över utspridda kommandopunkter, och det med hjälp av att placera en flagga på respektive kommandopunkt. Varje lags bas har en uppsättning av flaggor som spelare kan ta och placera på kommandopunkter. För var 30:e sekund som en kommandopunkt är övertagen, det vill säga kommandopunkten har en flagga, får laget 1 poäng. Hos varje bas finns en stor karta, vilken visar vilka kommandopunkter som ägs av vem. Kartor som har detta som spelläge är:
- Canalzone 2

Invade and defend: Det blåa laget, kallat angripare, ska ta deras flagga och placera den bland kommandopunkter som kontrolleras av det röda laget, kallat försvarare. Kommandopunkterna måste tas i ordningsföljd, och när den sista kommandopunkten är tagen så vinner det blåa laget. Det blåa laget får en viss poäng per tagen kommandopunkt, medan det röda laget får en mindre poäng över tid så länge de lyckas försvara den sista kommandopunkten. Därmed är kartorna ofta tidsbegränsade, då efter en lång tid gör det omöjligt för det blåa laget att vinna ikapp det röda laget. För varje kommandopunkt som tas, får det blåa laget en ny flagga vid den nyss tagna kommandopunkten. Denna nya flagga används för att ta nästa kommandopunkt. Beroende på karta kan även det blåa lagets återupplivningsställe revideras upp till en nyss tagen kommandopunkt. Kartor som har detta som spelläge är:
- Dustbowl
- Avanti

#### Assassination/Escort
Spelläget Assassination/Escort, som också går under benämning Hunted, har tre lag som är The Hunted (den jagande, offret), Bodyguards (livvakter) och Assassins (mördare). Till det först nämnda laget, the hunted, finns endast en unik klass som kallas Civilian (civilist), och som ska levande ta sig till ett fordon. Livvakternas uppgift är att beskydda och eskortera civilisten till fordonet, och om detta lyckas så vinner både civilisten och livvakterna. Mördarnas uppgift är att eliminera civilisten innan han når fordonet. Kartor som har detta som spelläge är:
- Hunted

Concing/skill-maps
Spelaren skall använda sig av olika typer av granater för att förflytta sig genom banan på ett snabbt och effektivt sätt utan att nudda marken. Främst används scout samt medics concussion granater men även Soldiers bazooka kan användas.

## Utveckling
Team Fortress var från början en modifikation till spelet Quake från 1996 och även senare till Quakeworld. Modifikationen utvecklades av TF Software Pty. Ltd., som även arbetade på en uppföljning, en fristående version, och som skulle heta Team Fortress 2. Istället blev de berörda utvecklarna anställda av Valve Corporation för att skapa en portering av Team Fortress som en modifikation till Valves spel, Half-Life. Modifikationen släpptes av Valve under april 1999 med titel Team Fortress Classic.
Valve har väsentligt uppdaterat Team Fortress Classic genom tiderna med bland annat anpassning av spelets nätverkskod samt nya kartor och spellägen. 2003 släpptes Team Fortress Classic som ett fristående spel på Valves Steamsystem. 2013 släpptes spelet för MacOS och Linux.

## Mottagande
| Mottagande      | Mottagande    |
| Samlingsbetyg   | Samlingsbetyg |
| Tjänst          | Betyg         |
| --------------- | ------------- |
| Gamerankings    | 85,43 %       |
| Recensionsbetyg |               |
| Publikation     | Betyg         |

Team Fortress Classic har fått positiva recensioner från kritiker, vilket gav spelet ett betyg på 85,43 procent från samlingsbetygswebbsidan Gamerankings.
2010 blev spelet inkluderat som en av titlarna i boken 1001 Video Games You Must Play Before You Die.

## Uppföljare
Efter framgången med Team Fortress som en Quake-modifikation, började Team Fortress Software utveckla en uppföljare. Valve Corporation, som upptäckte projektets potential, anställde gruppen för att utveckla Team Fortress 2 på den modifierade Quake-motorn, vilken användes i Half-Life. Partnerskapet tillkännagavs 1998 parallellt med Team Fortress Classic. Team Fortress 2 visades emellertid inte offentligt förrän ett år senare vid E3 1999. Introducerad som Team Fortress 2: Brotherhood of Arms, demonstrerade spelet flera oöverträffade teknologier för sin tid och vann flera utmärkelser, bland annat "Best Online Game" och "Best Action Game". Juni 2000 meddelade Vale att Team Fortress 2 hade ytterligare försenats på grund av deras omarbetning av en ny proprietär spelmotor, vilken är idag känd som Source.
Efter denna fördröjning gick det sex år där Valve uttalade sig lite om Team Fortress 2. Vid Half-Life 2:s lansering 2004 hävdade Doug Lombardi att Team Fortress 2 fortfarande var under utveckling och att dess utgivningsdatum skulle komma efter Half-Life 2. Dock besannades Doug Lombardis påstående inte förrän Electronic Arts Summer Showcase 2006. För första gången på mer än ett halvt decennium visades titeln upp offentligt med en konststil som skiljde sig från tidigare. 2007 släpptes Team Fortress 2 som en del av The Orange Box.
Handlingen i Team Fortress 2 utspelar sig utanför själva spelet, vanligtvis i form av korta videoklipp eller tecknade serier. Under april 2014 introducerades klassfigurerna (dock utom sjukvårdaren) från Team Fortress Classic i handlingen av Team Fortress 2. Senare släpptes en annan serie som avslöjade att Team Fortress Classic utspelade sig under 1930.